# تومازو کوادرا
تومازو کوادرا (انگلیسی: Tommaso Caudera؛  ‏ تلفظ ایتالیایی: [tomˈmaːzo]؛ ‏ ۲۶ ژوئیهٔ ۱۹۰۷ – ۲۶ سپتامبر ۱۹۶۸) بازیکن فوتبال اهل ایتالیا بود.
از باشگاه‌هایی که در آن بازی کرده‌است می‌توان به باشگاه فوتبال یوونتوس اشاره کرد.